# Anatolië

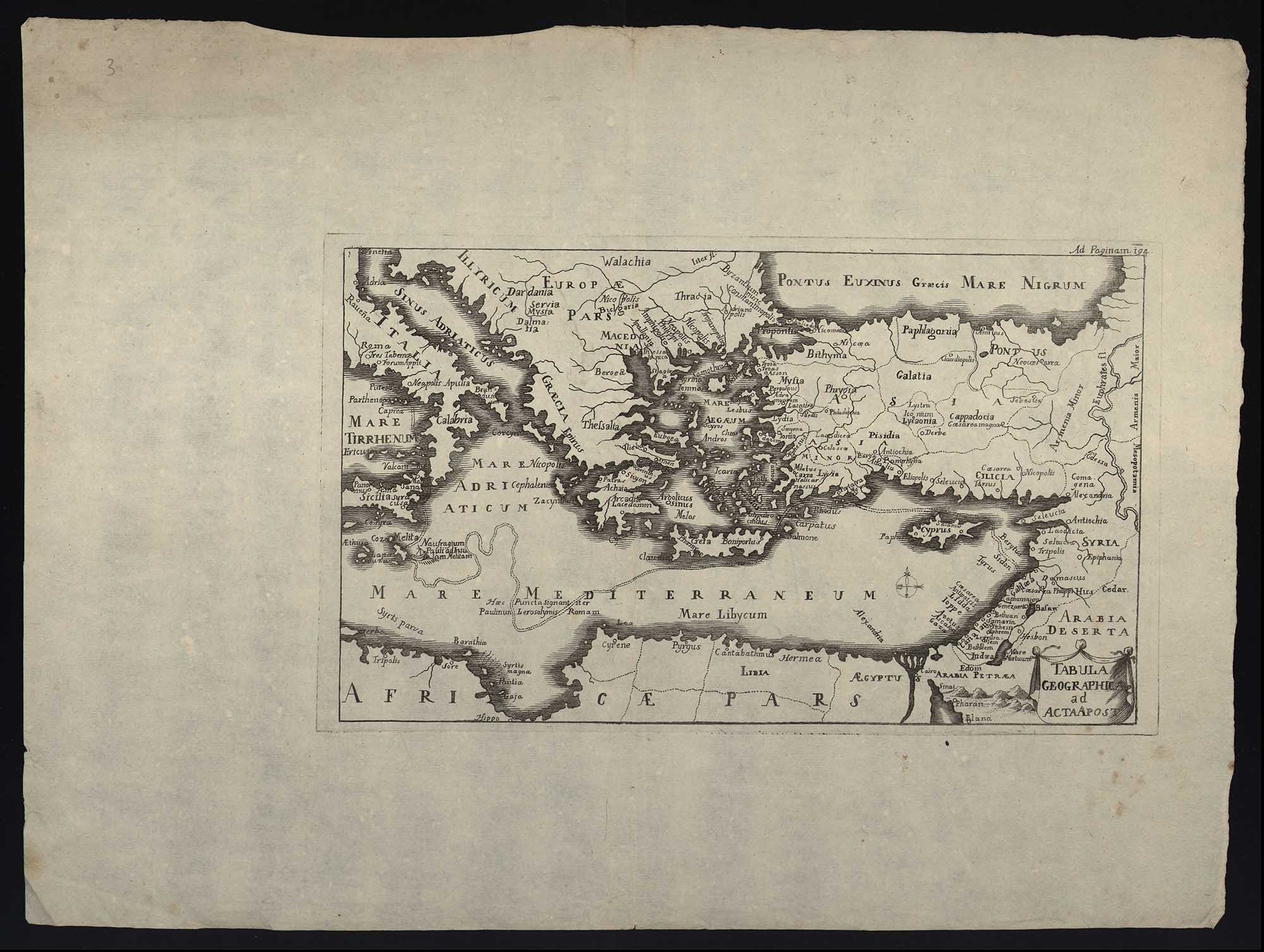
Historische kaart Middellandse Zee en Oriënt

Anatolië (Turks: Anadolu, Grieks: Ἀνατολία) of Klein-Azië is het schiereiland in het uiterste westen van Azië dat een groot deel van het land Turkije beslaat, maar de gebiedsaanduiding is veel ouder. Sinds de stichting van de Republiek Turkije in 1923 wordt ook het hele land Anatolië genoemd, met uitzondering van Oost-Thracië.
Het schiereiland Anatolië grenst in het westen aan de Egeïsche Zee, in het noordwesten aan de Zee van Marmara en Thracië, dus aan Europa, in het noorden aan de Zwarte Zee en in het zuiden aan de Middellandse Zee. Wanneer daar het Aziatische deel van Turkije tot Anatolië nog bij wordt gerekend, komen er in het oosten Georgië, Armenië, Azerbeidzjan, door de Azerbeidzjaanse enclave Nachitsjevan, en Iran, en in het zuidoosten Irak en Syrië nog bij. Het eiland Cyprus ligt ten zuiden van Anatolië in de Middellandse Zee.
De naam Anatolië komt van het Griekse woord voor het rijzen [van de zon] oftewel het oosten, in het Byzantijnse Rijk werd het gebied in de 7e eeuw bestuursrechtelijk als militaire provincie (Thema) ingericht en kreeg het de naam Anatolikon. De Romeinen noemden het gebied Asia Minor, afgeleid van het Griekse μικρὰ Ἀσία, mikra Asia. Beide betekenen Klein-Azië, waarmee onderscheid werd gemaakt met de rest van het grote Azië, verkort Asia genoemd. Anatolië staat ook bekend onder de naam Klein-Azië.
Het gebied heeft hoge gebergten en een landklimaat, maar aan de kusten is er laagland, waar een gematigd zeeklimaat heerst langs de Zwarte Zee en de Zee van Marmara en een mediterraan klimaat langs de Egeïsche Zee en de Middellandse Zee.
Er komen op het schiereiland regelmatig aardbevingen voor. Dwars door Anatolië loopt een geologisch breukensysteem in de richting zuidwest-noordoost. Het systeem vormt de begrenzing van de Arabische Plaat in het oosten en de Anatolische Plaat in het westen. Door de noordwaartse beweging van de Arabische plaat treden er in dit breukgebied vooral horizontale verschuivingen in de aardkorst op, waardoor er een spanning wordt opgebouwd die zich in aardbevingen ontlaadt.

## Geschiedenis
Het gebied was in het neolithicum reeds door een volk bewoond, dat permanente nederzettingen bouwde zoals Çatalhöyük. Er was toen al ontginning van obsidiaan in het Taurusgebergte.
In de loop van duizenden jaren hebben er veel verschillende volkeren en culturen hun invloed uitgeoefend, zoals de Hattiërs die er rond 2500 v.Chr. arriveerden, gevolgd door de Hettieten, die er rond 2000 v.Chr. een groot rijk stichtten, de Arameeërs, Assyriërs, Lydiërs, Frygiërs, de Grieken (vele Griekse filosofen woonden in Anatolië), Kelten (dat waren de Galaten), verder de Perzen, Armenen, Romeinen, Byzantijnen (Grieken), Seltsjoeken (Turken), Osmanen (Turken), Koerden en Turken. Anatolië wordt ook genoemd als de plaats waar de Etrusken mogelijk van afkomstig zijn. De legendarische Amazonen leefden in Anatolië.

## Tijdsindeling Anatolië
- Çatalhöyük 6500-3000 v.Chr.
- Hacilar 6500-5000 v.Chr.
- Vroege bronstijd 3000-2000 v.Chr., Alaca Hüyük 2500-2300 v.Chr.
- Middenbronstijd 2000-1700 v.Chr.
- Late bronstijd 1700-1200 v.Chr.